# ليونور رودريغيز
ليونور رودريغيز (بالإسبانية: Leonor Rodríguez)‏ مواليد 21 أكتوبر 1991، هي لاعبة كرة سلة إسبانية. تلعب مع نادي أفينيدا لكرة السلة للسيدات في الدوري الإسباني لكرة السلة للسيدات. يبلغ طولها 5 قدم 11 بوصة (1.8 م). مثلت منتخب بلادها. شاركت في دورة الألعاب الأولمبية الصيفية سنة 2016.

## سجل المنافسة
شاركت في المنافسات التالية:
- الألعاب الأولمبية الصيفية 2016
- كأس العالم لكرة السلة للسيدات 2014

## الميداليات
| الميدالية | المسابقة                           |
| --------- | ---------------------------------- |
| فضية      | الألعاب الأولمبية الصيفية 2016     |
| فضية      | كأس العالم لكرة السلة للسيدات 2014 |

## روابط خارجية
- ليونور رودريغيز على موقع الاتحاد الدولي لكرة السلة (الإنجليزية)
- ليونور رودريغيز على موقع fiba3x3.com (الإنجليزية)
- ليونور رودريغيز على موقع كرة السلة الأوروبية.كوم (الإنجليزية)
- ليونور رودريغيز على موقع كلية كرة السلة في سبورتس رفرنس.كوم (الإنجليزية)
- ليونور رودريغيز على موقع بروبوليرز (الإنجليزية)
- ليونور رودريغيز على موقع سبورتس رفرنس (الإنجليزية)
- ليونور رودريغيز على موقع اللجنة الأولمبية الدولية (الإنجليزية)
- ليونور رودريغيز على موقع أوليمبيديا (الإنجليزية)